# Aitkenhead Glacier
Aitkenhead Glacier är en glaciär i Antarktis. Den ligger i Västantarktis. Argentina, Chile och Storbritannien gör anspråk på området. Aitkenhead Glacier ligger 493 meter över havet.
Terrängen runt Aitkenhead Glacier är kuperad åt sydost, men åt nordväst är den bergig. Trakten är obefolkad. Det finns inga samhällen i närheten.